# دوره (کوکولوگو)

دوره شهری در شهرستان کوکولوگو در استان بولکیمده در بورکینافاسوی غربی مرکزی است جمعیت آن ۲۸۵۶ نفر است.